# Nødebo
Nødebo – miasto w Danii, w regionie Stołecznym, w gminie Hillerød.